# ルクセンブルク国鉄

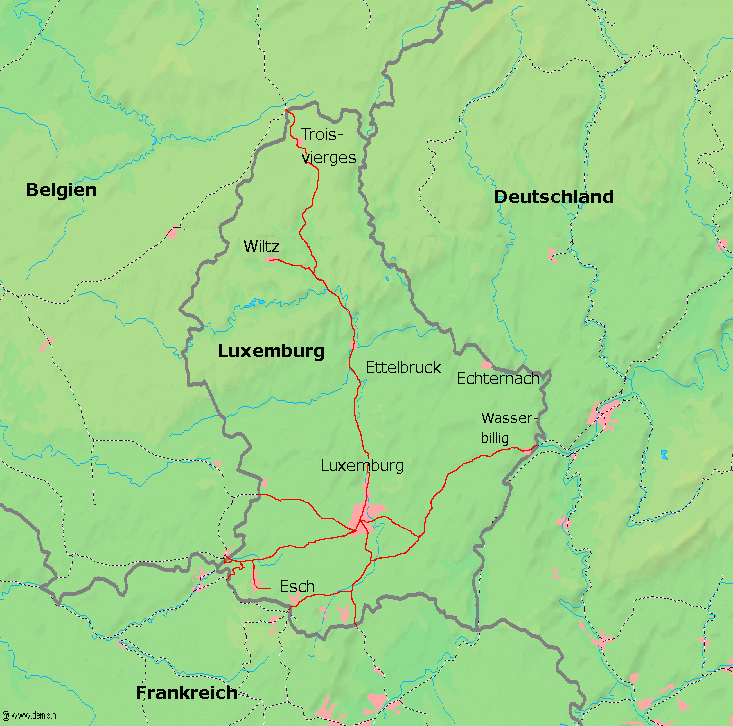
路線図

ルクセンブルク国鉄(Société Nationale des Chemins de Fer Luxembourgeois,Luxembourg Railways,CFL)はルクセンブルクの国有鉄道である。2005年には1,410万人の旅客と1,170万ｔの貨物を輸送している。
3,090人の職員数を有し、ルクセンブルクでは7番目に職員数が多い企業となっている。

## 沿革
周辺国との接続路線を中心に鉄道網が発達してきた。1859年8月にルクセンブルク-ベタンブール(Battembourg)-フランス国境(メス方面)、9月にルクセンブルク-クラインベティゲン-ベルギー国境(アルロン方面)、1861年8月にルクセンブルク-バッサービリッヒ-ドイツ国境(トリアー方面)が開業している。キューム・リュクサンブール鉄道、プラス・アンリ社によって建設と運営がなされ、1920年の最盛期には路線延長は534kmに達したが、その後のモータリゼーションの影響により現在では約半分まで縮小されてしまった。
1946年の統合・国有化で現在の経営形態になり、CFLの株式をベルギー、フランスの両政府も保有していたが1996年以降、ルクセンブルク政府の保有割合が9割に達し経営再建計画の一環で債務も引き受けている。15名で構成される理事会にはベルギー、フランス政府からも1名ずつ理事が選出されている。

## 現況
近年では輸送実績が増加基調にあり、2001年には前年比4.9%増加した。1998年から"TAKT98”と呼ばれるルクセンブルク駅を中心とした等間隔運転や接続の改善などが行われたが、バランスの問題から2001年に撤廃されている。鉄鋼産業が盛んなこの地では鉄鉱石、コークス、石灰石などの輸送が盛んであったが電気炉への転換によって減少傾向にある。
このためルクセンブルク国鉄ではベルギーからルクセンブルクを通り、フランス、スペイン、イタリアなど地中海方面へ抜ける貨物回廊の構築に力を入れている。LGV東ヨーロッパ線の開業によってパリ東駅からTGVが乗り入れてくるなど、フランス国境からルクセンブルク駅までの16kmの高速化も進められている。
- 創業　1859年
- 営業キロ　274km
- 軌間　1435mm
- 電化キロ　242km(交流電化25kV,50Hz),19km(直流電化3000V)
- 複線区間　140km(左側通行)
- 年間輸送人員　1,410万人/約2億7千万人キロ
- 収入　4億2400万ユーロ
- 支出　4億2700万ユーロ